# Ludovic Stuart (2e duc de Lennox)
Ludovic Stewart, 2e duc de Lennox et 1er duc de Richmond (29 septembre 1574 - 16 février 1624), (des seigneurs d'Aubigny en France : Aubigny en Berry), seigneur du manoir de Cobham, Kent, est un noble écossais qui, par sa lignée paternelle, est un cousin du roi Jacques VI d'Écosse et Ier d'Angleterre. Il participe à la plantation d'Ulster en Irlande et à la colonisation du Maine en Nouvelle-Angleterre. L'île de Richmond et le cap Richmond ainsi que Richmond, Maine (anciennement Fort Richmond), portent son nom. Son magnifique monument aux effigies existe toujours dans l'Abbaye de Westminster.

## Origines

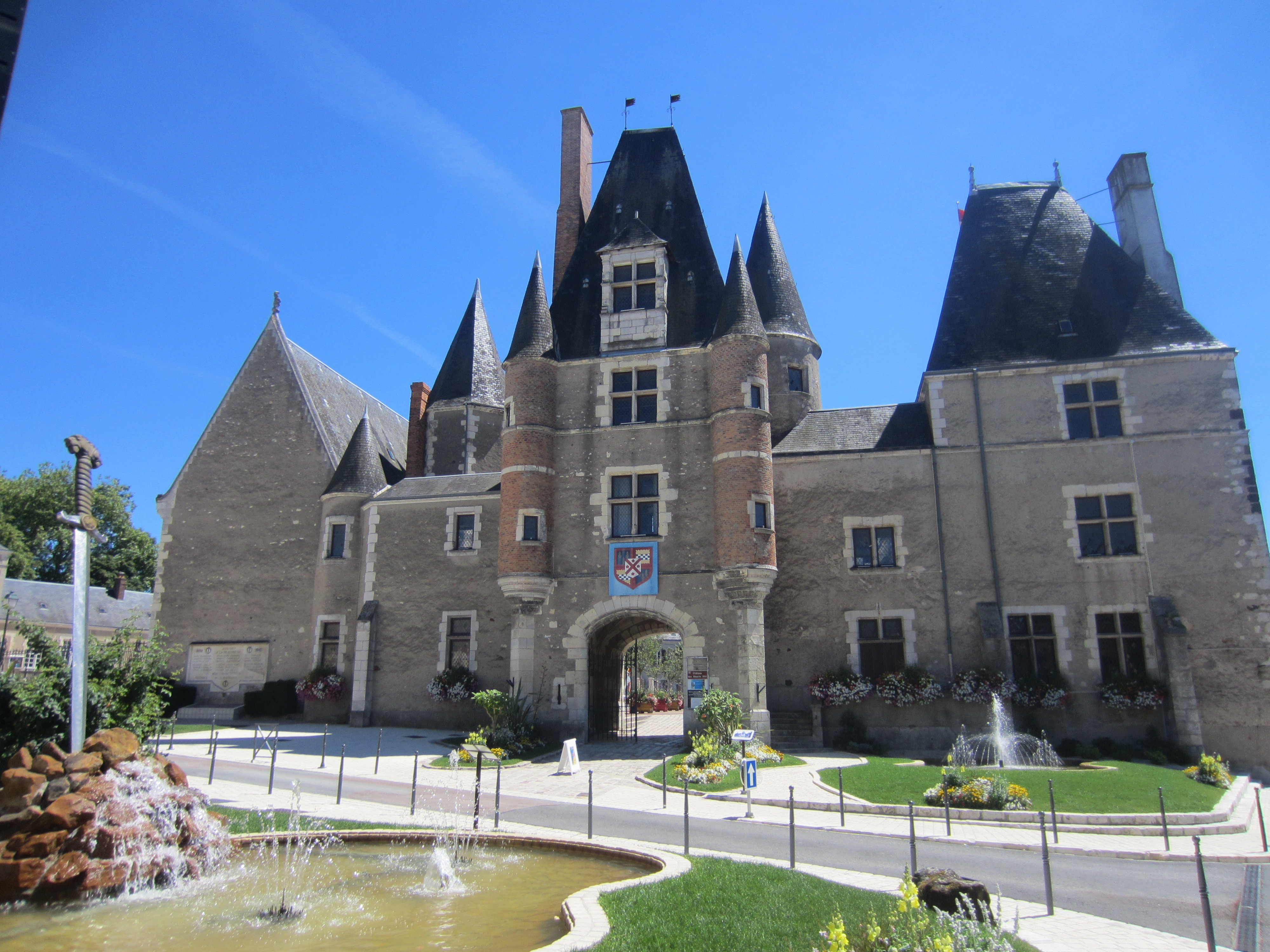
Le château d'Aubigny-sur-Nère, demeure paternelle d'Esmé Stuart (1er duc de Lennox). Construit par Robert Stewart, 4e seigneur d'Aubigny (c.1470-1544) et connu des Français aujourd'hui sous le nom de château des Stuarts.

Il est le fils aîné d'Esmé Stuart (1er duc de Lennox) (1542-1583), un Français d'ascendance écossaise, par son épouse Catherine de Balsac (d.post-1630), une fille de Guillaume de Balsac, Sieur d'Entragues, et de son épouse Louise d'Humières. Le père de Ludovic est un favori et un cousin du roi Jacques VI d'Écosse et Ier d'Angleterre (le père du roi Henry Stuart (Lord Darnley) est le cousin germain d'Esmé). Ludovic est donc lui-même un cousin paternel du roi.

## Carrière

### Écosse
Le 14 novembre 1583, après la mort de son père, il revient de France et est emmené rencontrer le roi Jacques VI d'Écosse à Kinneil House . Plus tard dans le mois, le comte d'Arran l'installe au palais de Holyrood, expulsant François, comte de Bothwell de son logement.
En décembre, le roi donne des instructions pour l'éducation de Ludovic et le place dans la maison royale sous la garde de M. Gilbert Moncreiff. Le 23 décembre 1583, il est nommé haut et grand chambellan d'Écosse et premier gentilhomme de la chambre du roi, comme son père l'a été, avec Alexander Erskine de Gogar, capitaine du château d'Édimbourg comme son adjoint. Le poste consiste à recevoir le serment de fidélité au roi de la part des autres officiers, huissiers et valets de la chambre et de la garde-robe.
James se met en colère contre Lennox parce qu'il souhaite épouser Lilias (ou Sophie) Ruthven, une fille de William Ruthven, 1er comte de Gowrie. Jacques veux qu'il épouse une fille du comte de Morton ou Arbella Stuart et fait enfermer Lilias Ruthven au château de Wemyss. Malgré cela, Lennox fait échapper sa fiancée du château et l'épouse le lendemain. Après 10 jours, la rage du roi se calme et le couple est autorisé à paraître à la cour. Après la mort de Lilias Ruthven en mai 1592, le diplomate anglais Robert Bowes apprend que le roi recevait souvent Lennox dans son lit lorsqu'il était loin de la cour et de sa reine Anne de Danemark.
Robert Bowes, le diplomate anglais à Édimbourg, décrit un combat sur le Royal Mile d'Édimbourg entre Lennox et John Wemyss de Logie. Logie a bouleversé ou rendu jaloux Lennox lors d'un incident dans la chambre à coucher du roi. Bowes déclare que l'infraction est la "désobéissance" de Logie au duc. Lennox affronte Logie dans la rue le 7 janvier 1591 et le frappe à la tête avec son épée. Le roi, qui marchait derrière Logie, est emmené dans un magasin pour des raisons de sécurité. Lennox reçoit l'ordre de quitter la cour pendant un certain temps, pour avoir combattu près de la personne du roi. Peu de temps après, Lennox revient à la cour par l'intercession de la reine.
En 1591, il est nommé au poste de Lord High Admiral of Scotland à la suite de la disgrâce de Francis Stewart, 5e comte de Bothwell. Le 18 octobre, il joue au golf sur les sables de Leith avec le comte de Huntly et ils tentent d'arrêter Bothwell, qui s'est échappé, mais le cheval de Bothwell "Valentine" est capturé avec Robert Scott frère du Laird de Balwearie. Lennox arrête Michael Balfour de Burleigh et John Wemyss de Logie le 8 août 1592, soupçonné de complot avec Bothwell. Ils sont interrogés au palais de Dalkeith. Burleigh est libéré et Logie s'échappe avec l'aide de sa petite amie danoise Margaret Winstar.
Temporairement en disgrâce auprès de Jacques VI, il se rend à St Andrews en octobre 1593 et envisage de retourner en France. Lors du tournoi du baptême du prince Henri en août 1594, Lennox est monté en costume turc.
Il est nommé lieutenant du roi du Nord et dirige une force au nord de l'Écosse contre les comtes de Huntly et d'Erroll. Les châteaux de Ruthven à Badenoch et à Inverness se rendent, et il tient des cours de justice à Elgin. Le 8 février 1595, il arrive à Aberdeen et est nommé bourgeois de la ville au Mercat Cross. Plusieurs membres de sa suite sont également nommés bourgeois, dont Sir Robert Melville de Murdocairny et David Moysie secrétaire-député du roi.
Lennox organise un banquet pour le duc de Holstein, frère d'Anna de Danemark, le 25 mai 1598. Lennox se joint aux « Gentleman Adventurers of Fife » dans un projet controversé de réinstallation de l'île de Lewis. Le roi lui donne le titre de lieutenant dans les limites de Lewis, Ronalewis et Trouternes.

### Angleterre
Après son accession au trône d'Angleterre en 1603, le roi Jacques (maintenant également connu sous le nom de Jacques Ier d'Angleterre) le crée Lord Settrington et comte de Richmond (1613), et comte de Newcastle et duc de Richmond (1623), tous ces titres étant dans la pairie d'Angleterre.
Le roi Jacques est mécontent de Lennox en juin 1603 à propos de la gestion des affaires d'Anne de Danemark. Il estime que Lennox aurait dû la persuader de ne pas nommer un Kennedy comme son chambellan, alors qu'il préférait George Carew. Le roi s'oppose à certaines de ses autres nominations et renvoie Lennox en Écosse, où elle est restée, pour modifier les choses,.
Lennox est un intermédiaire pour le favoritisme et les nominations à la cour, et ceux qui espèrent placer leurs alliés à la cour sollicitent sa faveur. Cependant, Lennox affirme qu'il est devenu difficile de placer plus d'Écossais dans la maison du roi.
Il se rend comme ambassadeur à Paris en janvier 1605. Sa cousine, la marquise de Verneuil, est assignée à résidence, et est transférée dans un autre logement loin des appartements du duc. En juillet 1606, Lennox est envoyé à Gravesend pour accueillir en Angleterre Christian IV de Danemark, le frère cadet de la reine Anne de Danemark.

### L'Écosse en 1607
Lennox est en Écosse en tant que haut-commissaire du Parlement à partir de juillet 1607. Il séjourne d'abord au Palais de Holyrood puis dans la maison de John Kinloch à Édimbourg. Il passe du temps avec Mary Ruthven, comtesse d'Atholl, sœur de sa première femme, et lui donne de l'argent. Il visite St Andrews et est à Stirling avec sa fille en novembre.
Lennox fait une brève visite en Écosse en août 1616. Il escorte le marquis de Huntly chez lui.

### Retour en Angleterre
Le 9 février 1608, il se produit dans le masque The Hue and Cry After Cupid au Palais de Whitehall en signe du zodiaque, pour célébrer le mariage de John Ramsay, vicomte Haddington avec Elizabeth Radclyffe.
Dans le cadre de la plantation d'Ulster, en 1608, Lennox obtient des terres à Portlough dans la baronnie de Raphoe dans le comté de Donegal. Newtownstewart dans le comté de Tyrone, aujourd'hui en Irlande du Nord, porte peut-être son nom. Dans le Muster Rolls de 1631, son neveu et futur héritier James Stuart (1er duc de Richmond) est décrit comme étant propriétaire de 4 000 acres. Le château de Mongavlin est construit par son fils Sir John Stewart, qui est également gouverneur du Château de Dumbarton.
Ludovic participe à la colonisation du Maine en Nouvelle-Angleterre. L'île Richmond et le cap Richmond, ainsi que Richmond, Maine (anciennement Fort Richmond), portent son nom.
Le 16 octobre 1612, il participe à l'accueil du Palsgarve, Frédéric V du Palatinat, futur époux de la princesse Elizabeth. Lennox et dix autres nobles le rencontrent à Gravesend et l'amènent à Londres dans un convoi de péniches. Ils sont accueillis par le duc d'York sur la Tamise près de la Tour de Londres.

## Mariages et famille

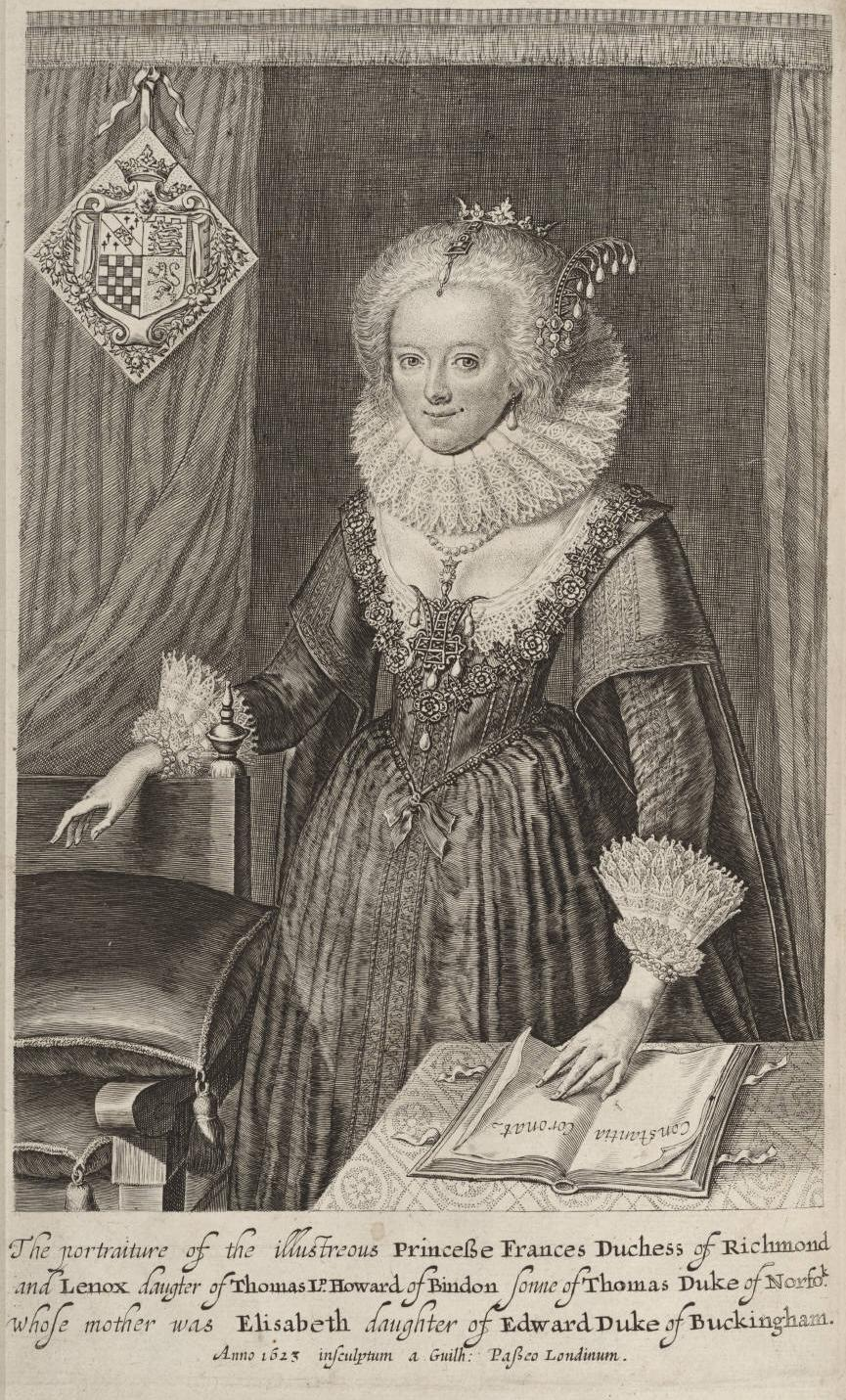
Frances Howard, la troisième épouse de Lennox.

Le roi Jacques VI d'Écosse a discuté avec Thomas Fowler de la possibilité que le duc épouse Arbella Stuart  mais le projet n'est pas poursuivi. Il se marie trois fois :
- D'abord, avant juin 1590, à Sophia Ruthven, fille de William Ruthven, 1er comte de Gowrie.
- En secondes noces, le 3 septembre 1598, il épouse Jean Campbell, arrière-petite-fille du roi Jacques IV d'Écosse. Le banquet de mariage, auquel assiste le roi, a lieu au château de Sorn[26]. En décembre 1610, après la mort de Jean, son frère Hugh Campbell de Loudon se plaint que le duc a emmené ses belles choses en Angleterre, la laissant « noyée dans une grande dette » avec seulement un vieux bassin d'argent, trois petites tasses et leurs enfants[27].
- En troisièmes noces, le 16 juin 1621, il épouse Frances Howard, fille de Thomas Howard, 1er vicomte Howard de Bindon.

Lennox a également un fils avec une maîtresse dont le nom est inconnu :
- John Stewart de Methven, gouverneur du château de Dumbarton et constructeur du château de Mongavlin.

Il meurt en 1624 à l'âge de 49 ans sans descendance légitime. Un corbillard funéraire à son effigie sur un lit d'État est exposé à Hatton House. Il est enterré à l'Abbaye de Westminster, dans la voûte de Richmond dans la chapelle Henri VII (ce roi ayant été autrefois comte de Richmond) au-dessus de laquelle existe toujours son magnifique monument en marbre noir d'Hubert Le Sueur avec des gisants en bronze doré de lui-même et sa femme.
À sa mort, le titre de duc de Richmond s'éteint, mais le titre écossais paternel de duc de Lennox passe à son frère cadet, Esmé Stewart (3e duc de Lennox) (1579-1624).